# Општина Ернеј (Муреш)
Ернеј (рум. Ernei) општина је у Румунији у округу Муреш.
Oпштина се налази на надморској висини од 336 m.